# Idrottsklubben Brage
L'Idrottsklubben Brage, meglio noto come IK Brage è una società calcistica svedese con sede nella città di Borlänge. 
Milita in Superettan, la seconda divisione del campionato svedese.

## Storia
Fondato nel 1925, trae origine dalla fusione tra l'IK Blixt, fondato agli inizi degli anni venti e il Domnarvets GIF, club fondato nel 1923. 
Per un club medio-piccolo vanta una lunga tradizione nell'Allsvenskan, avendo disputato ben 18 stagioni, raggiungendo tre quarti posti, nella stagione 1939-1940, nella stagione 1980 e nella stagione 1981.
Ha raggiunto inoltre la finale 1980 della Svenska Cupen, persa contro il Malmö FF.
Il Domnarvsvallen, che ospita le partite interne, ha una capacità di 6 500 spettatori.

## Organico

### Rosa 2015
aggiornata al 26 marzo 2015
| N. |                        | Ruolo | Calciatore       |
| -- | ---------------------- | ----- | ---------------- |
| 1  | Svezia (bandiera)      | P     | Ludvig Larsson   |
| 2  | Svezia (bandiera)      | D     | Linus Bolin      |
| 3  | Svezia (bandiera)      | D     | Alexander Jallow |
| 4  | Svezia (bandiera)      | D     | Gustav Sundström |
| 5  | Svezia (bandiera)      | D     | Peter Magnusson  |
| 6  | Svezia (bandiera)      | C     | Oscar Lundin     |
| 7  | Afghanistan (bandiera) | C     | Modaser Zekria   |
| 8  | Svezia (bandiera)      | C     | Gustav Källberg  |
| 9  | Svezia (bandiera)      | A     | Emil Johansson   |
| 10 | Svezia (bandiera)      | C     | Patrik St Cyr    |
| 11 | Svezia (bandiera)      | D     | Anton Lundin     |

| N. |                        | Ruolo | Calciatore        |
| -- | ---------------------- | ----- | ----------------- |
| 13 | Svezia (bandiera)      | C     | Pontus Hindrikes  |
| 14 | Stati Uniti (bandiera) | A     | Christian Eissele |
| 15 | Svezia (bandiera)      | D     | Markus Kellokumpu |
| 16 | Svezia (bandiera)      | A     | Linus Zetterström |
| 17 | Islanda (bandiera)     | A     | Heiðar Júlíusson  |
| 18 | Svezia (bandiera)      | D     | Oscar Andersson   |
| 19 | Svezia (bandiera)      | C     | Junior Kamana     |
| 20 | Svezia (bandiera)      | C     | Amor Layouni      |
| 21 | Svezia (bandiera)      | D     | Gustaf Nordkvist  |
| 23 | Svezia (bandiera)      | C     | Martin Rosell     |
| 88 | Svezia (bandiera)      | P     | Peter Rosendal    |

## Palmarès

### Competizioni nazionali
- Division 1: 1

2017
- Division 2: 2

2003, 2007

### Competizioni internazionali
- Coppa Intertoto: 1

1982

### Altri piazzamenti
- Coppa di Svezia:

Finalista: 1979-1980
Semifinalista: 1941
- Superettan:

Terzo posto: 2019
- Division 1:

Vittoria play-off: 1992, 2009